# Осаму Танинака
Осаму Танинака (јап. 谷中 治; 24. септембар 1964) јапански је фудбалер.

## Каријера
Током каријере је играо за Фуџита и Tosu Futures.

## Репрезентација
За репрезентацију Јапана дебитовао је 1984. године. За тај тим је одиграо 3 утакмице.

## Статистика
| Јапан  | Јапан   | Јапан  |
| Година | Наступи | Голови |
| ------ | ------- | ------ |
| 1984.  | 1       | 0      |
| 1985.  | 0       | 0      |
| 1986.  | 2       | 0      |
| Укупно | 3       | 0      |